# Рауль Орменьйо
Рауль Орменьйо (ісп. Raúl Ormeño, нар. 21 червня 1958, Темуко) — чилійський футболіст, що грав на позиції півзахисника.
Виступав, зокрема, за клуб «Коло-Коло», а також національну збірну Чилі.

## Клубна кар'єра
У дорослому футболі дебютував 1976 року виступами за команду «Коло-Коло», кольори якої і захищав протягом усієї своєї кар'єри гравця, що тривала цілих сімнадцять років. За цей час по 6 разів вигравав чемпіонат і кубок Чилі, а 1991 року допоміг клубу виграти Кубок Лібертадорес, вперше в історії Чилі.

## Виступи за збірну
18 травня 1982 року дебютував в офіційних іграх у складі національної збірної Чилі в програному товариському матчі з Румунією (2:3).
У складі збірної був учасником чемпіонату світу 1982 року в Іспанії та розіграшу Кубка Америки 1989 року у Бразилії, але основним гравцем збірної так і не став.
Загалом протягом кар'єри у національній команді, яка тривала 9 років, провів у її формі 12 матчів, забивши 1 гол.

## Титули і досягнення
- Чемпіон Чилі (6):

«Коло-Коло»: 1981, 1983, 1986, 1989, 1990, 1991
- Володар Кубка Чилі (6):

«Коло-Коло»: 1981, 1982, 1985, 1988, 1989, 1990
- Володар Кубка Лібертадорес (1):

«Коло-Коло»: 1991